# 韋吉塔勒河

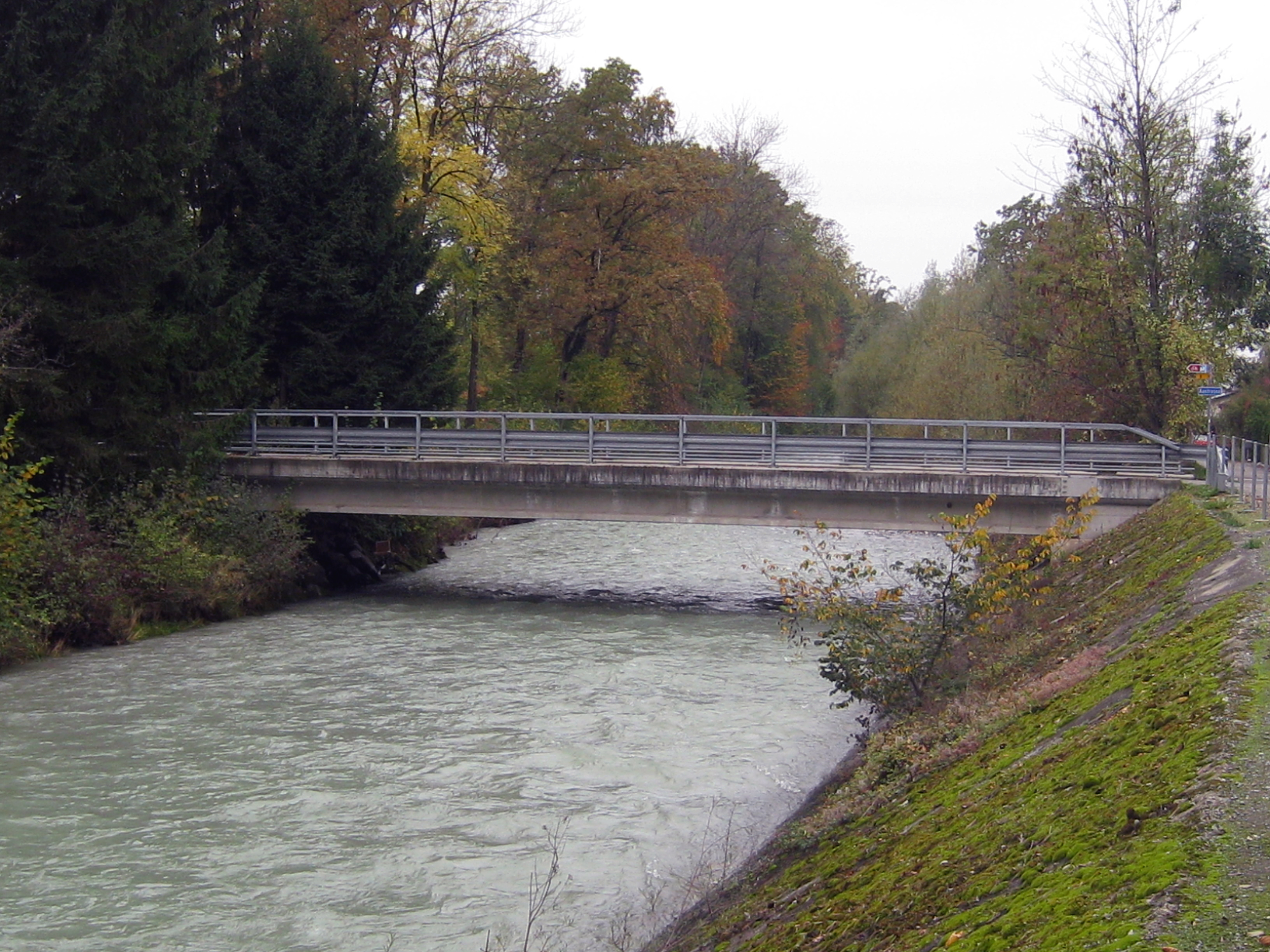

47°12′12″N 8°51′06″E / 47.20345°N 8.85159°E
韋吉塔勒河（德語：Wägitaler Aa）是瑞士中部的河流，全部集水區位在施維茨州马尔希区之內，屬於利馬特河的支流，河道全長14.3公里，流域面積90.2平方公里，發源自瓦吉塔萊爾湖，最終注入蘇黎世湖。

## 聚落
- 因纳塔尔
- 福德塔尔